# 朱膺鉟
岷簡王朱膺鉟（1450年—1500年），明朝第四代岷王，順王朱音埑的嫡第一子。
朱音埑去世后，朱膺鉟居丧期间博戏、饮酒，岷藩承奉刘忠屡屡禁制。朱膺鉟自府外醉酒而归后痛殴刘忠，囚禁其于王府膳房二十余日，又与王府校尉万义隆、钟宁等合谋打死刘忠。朱膺鉟的姑父仪宾夏隆入府为刘忠求情却被迁怒，于是将刘忠被害事上奏朝廷，并检举揭发朱膺鉟毁坏金册，逼奸庶母等事。明宪宗派亲信太监司礼监佥书萧敬、大理寺丞张锦、锦衣卫指挥刘纲前往调查得实，革除朱膺鉟冠带，不许请封，由他的弟弟安昌王朱膺铺代主岷王府祭祀事，但也以夏隆奏事不实为由革去冠带。
成化二十一年（1485年）八月，朱膺铺薨逝。其母王妃汤氏、堂叔江川王朱音垫、岷藩长史、教授等纷纷上疏朝廷，请求恢复朱膺鉟的冠带，让他管理府事，获准。
他在弘治元年（1488年）晉封岷王。其原配是长沙卫指挥使武英之女，早逝无子，又续娶庄氏，此时进为王妃。在位十二年，弘治十三年（1500年）去世，四年後其子朱彥汰嗣位。
| 前任者： 父順王朱音埑 | 明岷國國王 1488年－1500年 | 繼任： 子靖王朱彥汰 |